# Le Temple (Gironda)
Le Temple è un comune francese di 530 abitanti situato nel dipartimento della Gironda nella regione della Nuova Aquitania.

## Società

### Evoluzione demografica
Abitanti censiti